# Liza Hanim
Liza Hanim o Haliza Hanim Abd Halim, es una cantante empresaria y actriz malaya.

## Biografía
Ella nació el 19 de noviembre de 1979 en la ciudad de Klang, Selangor Darul Ehsan, Malasia, como referencia a la información dada en Murai.com. Ella está casada con Mohd Shahrin Mohd Samsudin y tienen una hija llamada Marsya Qistina y Qaireen Marsya.
Se graduó en el Colegio Sunway con un Diploma en la carrera de Administración de Empresas.
Aidilfitri Di Alaf Baru contó con la colaboración de cuatro artistas como, Noraniza Idris, Anis Suraya, Siti Nurhaliza y Liza Hanim. En la serie dramática de TV3 de Natasha 2, en la que interpretó un tema musical titulado "Luka Merawat Yang Terpendam", formó parte de la banda sonora de este serie. En las representaciones teatrales, del musical de P.Ramlee, hizo su aparición siendo reconocida una vez más en el evento de "Saloma". Liza Hanim con éxito incursionó en el mundo de la moda de la Saloma.

## Discografía
- Epilog (1997)
- Di Manakan Ku Cari Ganti (1998)
- Puteri Jelmaan (1999)
- Istimewa (2000)
- Isyarat Jiwa (2001)
- Ku Teruskan (2002)
- Imagin (2007)

## Filmografía
- KL Menjerit
- Laila Isabella

## Teatro
- P. Ramlee the Musical

## Premios
- 1st Runner-up Golden Teen Search (1994)
- Winner of Bintang Penghibur HMI (1999)
- Best Vocal Award in Anugerah Juara Lagu ke-17.